# Emil Nacke
Emil Hermann Nacke (* 29. Oktober 1843 in Großwiederitzsch; † 30. Mai 1933 in Kötzschenbroda) war ein deutscher Maschinenbau-Ingenieur, Unternehmer und Weingutsbesitzer. Er war mit dem Coswiga der erste Automobil-Hersteller in Sachsen.

Emil Nacke hinter dem Steuer eines Coswiga, 1910

Emil Nacke hinter dem Steuer eines Coswiga, um 1903. Mitfahrer: Pfarrer Schüttoff und Familie aus Constappel bei Gauernitz

## Leben und Wirken
Nacke wurde 1843 als ältester Sohn eines königlich sächsischen Steueraufsehers geboren. Nach Besuch der Realschule in Leipzig studierte er bis 1869 am Polytechnikum Dresden Maschinenbau. Seine ersten Erfahrungen als Ingenieur machte Nacke in einer Maschinen- und Lokomotivfabrik. Nach einigen Auslandsreisen wurde er im Magdeburger Grusonwerk tätig. Dort entwarf er als Konstrukteur eine verwindungsfreie Lafette. Weiterhin entwarf und errichtete er eine Strohstofffabrik für die Thode'sche Papierfabrik Hainsberg. Um 1884 gründete Nacke die Strohstoff-Fabrik Tännicht, die dann 1885 Bestandteil der Vereinigten Strohstoff-Fabriken wurde. Mit einem Kompagnon betrieb er eine Papiermaschinenfabrik in Dresden und ließ sich im Jahr 1891 in Kötitz (späterer Ortsteil von Coswig) mit der „Maschinenfabrik E. Nacke“ zur Herstellung von Maschinen für die Papierindustrie nieder. Dort begann er mit der Produktion von Kolben- und Kreiselpumpen, Kondenswasserabscheidern und Anlagen für die Zellstofffabrikation. 1895 waren 35 Arbeiter angestellt und die Fabrik wurde Stück für Stück erweitert, so dass schon 1905 ungefähr 80 Arbeiter die Produktion bewältigten.

### Die PKW-Produktion
Nackes großes Interesse galt dem sich gerade entwickelnden Automobilbau. Von seinem Besuch der Pariser Automobil-Ausstellung brachte er einen Zweisitzer der französischen Marke Panhard & Levassor mit. In der Maschinenfabrik wurde daraufhin eine Abteilung Automobilbau eingerichtet, und noch 1900 wurde der erste sächsische Personenwagen fertiggestellt. Nacke benannte seine ersten Automobile nach dem Produktionsort „Coswiga“. Die Produktion bestand 1901 aus vier verschiedenen PKW-Typen, und im Prospekt von 1910 umfasste das Programm bereits sieben verschiedene PKW-Typen.
Im Jahr 1902 erfand Nacke das Prinzip der Innenbackenbremse.
Ab 1929 machten sich die Weltwirtschaftskrise und veraltete Produktionsmethoden in dem Unternehmen bemerkbar, das damals 250 Beschäftigte hatte, und 1930 musste die Nutzfahrzeugfertigung eingestellt werden.
Danach führten Nackes Schwester Clara und deren Sohn Reinhold Toller die Maschinenfabrik weiter. 1945 wurde das Unternehmen unter Treuhandschaft gestellt und fast vollständig demontiert. Mit der Übernahme in Volkseigentum erlosch 1948 die Firma Maschinenfabrik E. Nacke im Handelsregister.
Aus der langen Produktionszeit ist das Fahrgestell eines 1927 gebauten 4,5-Tonnen-Lkws mit Schneckenradantrieb im Verkehrsmuseum Dresden das einzig bekannte Fahrzeug der Automobilfabrik E. Nacke, Coswig i. S., das noch erhalten ist.

### Soziale Taten
1897 erwarb Nacke das Weingut Johannisberg in Naundorf, in dem er bis zu seinem Lebensende auch wohnte. Dieses Weingut beziehungsweise der Weinberg ist Namensgeber für die sächsische Weinbaulage Radebeuler Johannisberg. Nebenher war Nacke auch ein erfolgreicher Winzer. Im Kötzschenbrodaer General-Anzeiger vom 3. September 1903 bestätigte ihm die Kommission zur Reblauskontrolle: „… dieser wirklich mit vielen Geldopfern, prächtig angelegte Weinberg verdient die höchste Anerkennung und zeichnen sich die Reben durch äußerst üppigen, kräftigen Wuchs aus. …“ Der Johannisberg war einer der wenigen Weinberge in der Lößnitz, der vor der Reblaus verschont blieb.
Nacke war ein sozial engagierter Mensch; dies zeigen die bereits 1904 errichteten Werkswohnungen in Kötitz, heute Coswig, zu denen generell ein kleiner Garten gehörte, sowie die von Nacke Anfang der 1910er Jahre im benachbarten Naundorf errichtete Siedlung der Vereinigten Strohstoff-Fabriken Coswig. Er spendete für die örtliche Schule und Kirchgemeinde. Für seine Arbeiter und deren Kinder gab es alljährlich vor Ostern und Weihnachten besondere Zuwendungen ebenso wie für langjährige Betriebszugehörigkeit. Auch die überlieferte Anrede „Vater Nacke“ spricht für sich.
Nacke starb auf seinem Weingut und wurde auf dem Friedhof von Constappel beigesetzt. Seine Schwester wurde auf dem Friedhof Naundorf-Zitzschewig beerdigt, das Grab ist inzwischen aufgelöst.

## Patente
Nacke erhielt eine Reihe von Patenten auf unterschiedlichen Gebieten:
- DRP 39 534 von 1886: Papierstoff-Holländer mit vertikal oder schräg stehender Welle
- DRP 69 077 von 1892: Papierstoff-Raffineur mit horizontaler Welle und vertikalen Steinen
- DRP 86 659 von 1895: Gasmaschine mit extra Kompressionsraum und erhitztem Verbindungskanal
- DRP 129 115 von 1901
- DRP 129 663 von 1901: Antrieb für Motorwagen
- DRP 152 330 von 1903: Antrieb für Motorwagen
- DRP 143 154 von 1902: Hinterradbremse für Motorwagen, Innenbackenbremse[5]
- DRP 146 283 von 1903: Reibungskupplung
- DRP 189 744 von 1906: Reibungskupplung